# Кумейки
Ку́мейки (у XIX ст. — Миронівка Межирічської волості) — село в Україні, у Черкаському районі Черкаської області, підпорядковане Мошнівській сільській громаді. У селі мешкає 863 людини.

## Історія
Відоме з 1637 року, коли поблизу села билися козаки з польсько-шляхетським військом.
4 лютого 1920 року через Кумейки під час Першого Зимового походу проходила Київська збірна дивізія Армії УНР, очолювана Юрієм Тютюнником. Там її наздогнав Кінний полк Чорних Запорожців Армії УНР.

## Пам'ятки

### Козацький курган
Курган — це як братська могила. На тому, що в яснозірському полі, встановили хрест як пам'ять полеглим героям у битві під Кумейками.
За словами Ольги Пуш, таких курганів було декілька. Їх насипали у формі жіночого тіла. І згори видно, що курган із хрестом — то обличчя, а далі ще помітно живіт і ноги.
Якісь псевдоархеологи викопали там глибочезну яму, аж до дна кургану, шукали цінні речі, коштовності. Вони нічого не знайшли всередині, але тепер, щоб засипати яму, потрібно дві машини землі. А Ольга Іванівна запропонувала повісити там табличку з написом: «Перевірено, скарбів нема».

### Скіфські могили
По-іншому їх іще називають сторожовими. Краєзнавець
переконана, у тій могилі, що розкопана, була похована дівчина багатого походження. Усі цінності, знайдені там, — розпродані. Така могила не одна в нашому краї, та ніхто не наважується їх розкопувати. Якщо заховали у землі щось цінне, значить там воно й повинне залишитися.

### Пам'ятку історії «реанімували»
Про козацький курган, що його вже згадала Ольга Пуш, розповідає секретар Яснозірської сільської ради Наталія Зварика. Вона про цю могилу знає з дитинства. Ще будучи малою, цікавилася історією рідного краю. І от три роки тому вирішила відвідати це місце.
Розповідає, що йдучи, здалеку помітила, як майорить рушник на похиленому хресті. Коли повернулася в село, вирішила, що потрібно привести до ладу курган, адже це пам'ятка історії.
Довго ніхто не погоджувався їй допомогти. Цьогоріч на Покрову жінка сплела вінок, спекла хліб, і разом з кількома охочими приїхала все-таки на козацьку могилу. Підняли хрест, провели обрядове дійство. Через деякий час жителі Яснозір'я повернулися туди, аби відновити пагорбу статус священного місця. Увінчали стежку нагору живою калиною, обсадили курган дубами, сподіваючись, що весною він зазеленіє і пробудить у людей гордість за те, що ми козацького роду.
Жителі навколишніх сіл не забувають відвідувати пам'ятки історії, приносять туди хліб, заквітчаний калиною, прикрашають хрест хустками й рушниками, читають вірші Великого Кобзаря.

## Відомі люди
У селі народився Нездолій Кузьма Павлович (* 14 листопада 1923) — Герой Радянського Союзу.